# Bachfest Leipzig
El Bachfest Leipzig (en español: Festival Bach de Leipzig) es un festival de música clásica, que se celebra cada año en el mes de junio desde 1908 en Leipzig. En esta ciudad fue donde J. S. Bach trabajó como Thomaskantor desde 1723 hasta su muerte en 1750.

## Historia
La ciudad celebró un primer festival en 1904 para la Neue Bachgesellschaft (Nueva Sociedad Bach), y después formalmente desde 1908. A menudo se hace referencia a este festival como Bachwochen (Semanas de Bach) o Bachtage (Días de Bach). A partir de 1999 la organización del festival corre a cargo del Bach-Archiv en representación de la ciudad de Leipzig, que para cada edición propone un tema diferente.
Cada año hay aproximadamente 100 eventos individuales durante el festival, que comienza con el concierto de inauguración dirigido por quien ostente el cargo de Thomaskantor en ese momento. El concierto final tradicionalmente es una interpretación de la Misa en si menor de Bach en la Iglesia de Santo Tomás de Leipzig.

## Temas

Logotipo del festival.

- 2004: «Bach und die Romantik» (Bach y la era romántica)
- 2005: «Bach und die Zukunft» (Bach y el futuro)
- 2006: «Von Bach zu Mozart» (De Bach a Mozart)
- 2007: «Von Monteverdi zu Bach» (De Monteverdi a Bach)
- 2008: «Bach und seine Söhne» (Bach y sus hijos)
- 2009: «Bach – Mendelssohn – Reger»
- 2010: «Bach – Schumann – Brahms»
- 2011: «...nach italienischem Gusto» (... al gusto italiano).[3]
- 2012: «...eine neues Lied – 800 Jahre Thomana» (una nueva canción - 800 años del Thomanerchor).[4]
- 2013: «Vita Christi» (Vida de Cristo).[5][6]
- 2014: «Die wahre Art» (El verdadero arte).[7]